# Замбров
Замбров (пољ. Zambrów) град је у Пољској у Војводству подласком. По подацима из 2012. године број становника у месту је био 22 643.

## Становништво
| 1946. | 2012.  |
| ----- | ------ |
| 4.130 | 22 643 |